# خوليو راموس
خوليو راموس (بالإسبانية: Julio Ramos)‏ هو صحفي واقتصادي أرجنتيني، ولد في 4 فبراير 1935 في بوينس آيرس في الأرجنتين، وتوفي في 19 نوفمبر 2006 بسبب ابيضاض الدم.